# 13227 Пур
13227 Пур (13227 Poor) — астероїд головного поясу, відкритий 27 вересня 1997 року.
Тіссеранів параметр щодо Юпітера — 3,191.